# 레오나르도 파볼레티
레오나르도 파볼레티(이탈리아어: Leonardo Pavoletti, 1988년 11월 26일 ~ )는 칼리아리에서 스트라이커로 활약하고 있는 이탈리아의 축구 선수이다. 2015년 1월 29일 사수올로로부터 제노아로 이적했으며, 2016년 8월 27일에는 이탈리아 축구 국가대표팀 명단에 발탁된 바 있다.